# Cargo-Partner
cargo-partner este o companie specializată în servicii logistice și transport global aerian, maritim și rutier.
În Europa compania este prezentă și în România, Austria, Belgia,  Bulgaria, Croația, Cehia, Franța, Germania, Olanda, Ungaria, Polonia, Serbia și Muntenegru, Slovacia și Slovenia dar și în Asia și America de Nord.
Compania a fost înființată în anul 1983 în Austria.
În anul 2013, compania a transportat 116.000 tone de marfă pe cale aeriană, 1.390.000 tone pe cale maritimă și 707.000 tone pe cale terestră.
Număr de angajați în 2013: 2260
Cifra de afaceri în 2013: 552 milioane euro

## Cargo-Partner în România
În România, cargo-partner a deschis prima filială în septembrie 2000 la București.
În anul 2014, cargo-partner Expediții are 5 filiale la nivel național și 3 depozite în București și Timișoara .
Cifra de afaceri:
- 2012 : 18,45 milioane euro
- 2013: 20,08 milioane euro